# Jakob II
Jakob II war eine für das Braunkohlenwerk Hirschfelde der ASW vorgesehene Anlage der nationalsozialistischen Rüstungsindustrie zur Herstellung von Flugbenzin im Rahmen des Mineralölsicherungsplans im Kemmlitztal zwischen Hirschfelde und Rosenthal in der Oberlausitz. Die Produktionsanlage ist nie in Betrieb gegangen.

## Lage
Die Anlage befindet sich oberhalb der ehemaligen Flachsspinnerei Hirschfelde am Fuße des Geiersteins im Tal des Kemmlitzbaches. Westlich verläuft die Bundesstraße 99 zwischen Hirschfelde und Ostritz.

## Geschichte
Das zum Ende des 19. Jahrhunderts mit einem künstlichen Wasserfall und einem Aussichtspunkt auf dem Geierstein parkähnlich gestaltete untere Kemmlitztal wurde während des Zweiten Weltkrieges im Zuge des Geilenberg-Programms als geeigneter Standort einer Treibstoff-Destillieranlage für das ASW-Braunkohlenwerk Hirschfelde ausgewählt. Der verborgene Grund lag in günstiger Nähe zu dem im Zittauer Becken weithin sichtbaren Braunkohlenwerk.
Im Juni 1944 begann die Einsatzgruppe Deutschland IV „Kyffhäuser“ der Organisation Todt mit dem Bau der Anlage. Zugleich wurde von der Bahnstrecke Zittau–Hagenwerder am Bahnhof Hirschfelde ein Anschlussgleis zur Flachsspinnerei Max Lehmann & Co angelegt. Die Entladestelle Flachsspinnerei war weniger für das Textilunternehmen als vielmehr für die kriegswichtige Destillieranlage für Treibstoffe, deren Fertigstellung für den 15. Juni 1945 vorgesehen war, konzipiert. Zum Ende des Krieges waren die sechs Tanks und weitere Teile der Anlage fertiggestellt. Nach der Besetzung durch die Rote Armee wurde die unvollendete Anlage nicht gesprengt.

## Nachnutzung
Das Braunkohlenwerk Hirschfelde nutzte die Tanks nach Kriegsende zur Einlagerung von Teer. Um 1950 wurden die Tanks wieder größtenteils geleert und die Rohrleitungen beseitigt. Seit den 1970er Jahren nutzte die GST einen Tank als Schießstand. Der VEB GHG Kulturwaren Dresden für Pyrotechnik betrieb in den 1980er Jahren in einem anderen Tank ein Außenlager für Pyrotechnik, von dem die Läden des Kreises Zittau zum Jahresende mit Feuerwerkskörpern beliefert wurden. Ein Teil des Geländes wurde zu DDR-Zeiten als Kleingartenanlage genutzt. Nach der Wende wurde die Nutzung der beiden Tanks aufgegeben und die gesamte Anlage dem Verfall überlassen.
Das Anschlussgleis ins Kemmlitztal wurde zu Beginn der 1990er Jahre stillgelegt und im Herbst 2005 rückgebaut.

## Anlage
Erhalten sind linksseitig der Kemmlitz am Fuße des Geiersteins fünf stabile Stahlbetontanks mit einem Fassungsvermögen von je 600 m³. Der sechste Tank befindet sich westlich davon am rechten Bachufer; eine in seiner Nähe gelegene Bodengrube lässt vermuten, dass an der Stelle ein siebter Tank vorgesehen war. Rechtsseitig der Kemmlitz sind fünf Mauerwerke für die Destillieranlage sowie, nördlich davon, acht Sockel für Lagertanks erhalten. Außerdem sind Reste einer Dampferzeugungsanlage und Betonbecken sichtbar. Östlich der Tanks sind zudem Betonsockel unbekannten Zwecks erkennbar.